# 虎塚古墳
虎塚古墳（とらづかこふん）は、茨城県ひたちなか市中根にある古墳。形状は前方後円墳。虎塚古墳群を構成する古墳の1つ。国の史跡に指定され、出土品はひたちなか市指定有形文化財に指定されている。
東日本では代表的な彩色壁画古墳（装飾古墳）として知られる。

## 概要
茨城県中部、那珂川下流域北岸、那珂川支流の中丸川に流れ込む本郷川右岸の台地上に築造された古墳である。一帯には古墳数基が分布して虎塚古墳群を形成してその主墳に位置づけられるほか、周辺では東日本最大級の横穴墓群である十五郎穴横穴墓群（一部は茨城県指定史跡）が所在する。1973年（昭和48年）に発掘調査が実施されている。
墳形は前方後円形で、前方部を北西方向に向ける。墳丘外表で葺石・埴輪は認められていないが、後円部の石室西側において集石遺構が検出されている。墳丘周囲には周溝が巡らされ、周溝を含めた古墳全長は63.5メートルを測る。埋葬施設は後円部における両袖式の横穴式石室で、壁画が残された彩色壁画石室として著名であり、南南西方向に開口する。石室は板状の凝灰岩を組み合わせて構築され、壁面には白土を塗ってキャンバスとした上に赤色顔料（ベンガラ：第二酸化鉄）によって、幾何学文様や大刀・盾・靫などの具象的な壁画が良好な状態で遺存する。未開口石室として調査され、石室内からは成人男性人骨1体のほか小大刀・刀子・鉇・鉄鏃などが検出され、石室外からも鉄釘・鉄鉾・鉄鏃・土師器・須恵器などが検出されている。
この虎塚古墳は、古墳時代終末期の7世紀初頭頃の築造と推定され、7世紀前半頃の追葬が推測される。東日本を代表する彩色壁画古墳であるとともに、未開口状態での石室内の環境測定が初めて行われ現在も保存施設内で良好な状態で保存されており、文化財保存科学的にも重要視される古墳になる。
古墳域は1974年（昭和49年）に国の史跡に指定され、出土品は1980年（昭和55年）に勝田市指定有形文化財（現在はひたちなか市指定有形文化財）に指定された。現在は史跡整備のうえで「虎塚古墳史跡公園」として公開されているが、石室内への立ち入りは制限され春・秋にのみ一般公開されている。

## 遺跡歴
- 1973-1976年（昭和48-51年）、勝田市史編纂事業に伴う発掘調査：第1-3次調査。装飾古墳と判明、遺物出土（虎塚古墳調査団、1973年に概報刊行・1978年に市史別篇刊行）。
- 1974年（昭和49年）1月23日、国の史跡に指定[2]。
- 1980年（昭和55年）6月16日、出土品が勝田市指定有形文化財に指定（現在はひたちなか市指定有形文化財）。
- 1980年（昭和55年）、石室保存施設の完成。

## 墳丘
墳丘の規模は次の通り。
- 古墳総長：63.5メートル - 周溝を含めた古墳全長。
- 墳丘長：56.5メートル
- 後円部
  - 直径：32.5メートル
  - 高さ：7.5メートル
- 前方部
  - 幅：38.5メートル
  - 高さ：7.2メートル

墳丘周囲には周溝が巡らされるが、北側では周堤がほぼ一直線の盾形であるのに対して、南側では周堤が墳丘に沿う瓢形であり、墳丘の左右で非対称な点が注意される。この周溝は、前方部北西隅・南側くびれ部前方部寄りの2ヶ所で途切れ、陸橋状遺構と認められる。
墳丘のくびれ部付近の後円部石室西側では集石遺構が検出されている。遺構は墳丘構築以前の旧地表面に凝灰岩を用いて形成されており、南北約7メートル・東西約7メートルを測るが、当初は石室付近まで広がったと推測される。集石からはガラス小玉半欠1点が出土したほか、集石遺構直上には土師器・灰・焼土・木炭を含む黒褐色土が堆積する。石室構築に関わる作業場とする説と、石室構築時の儀礼の痕跡とする説が挙げられる。

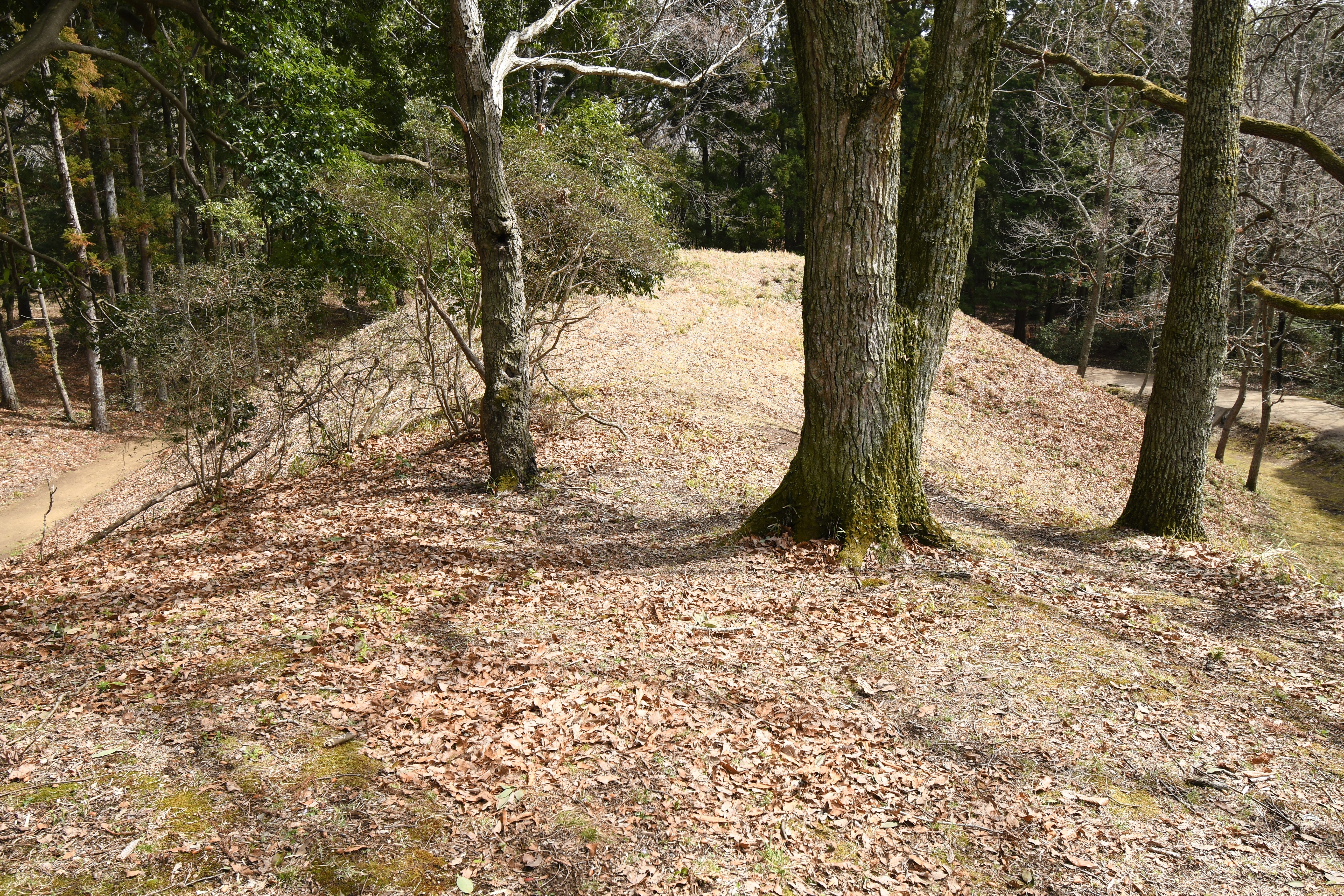
前方部から後円部を望む
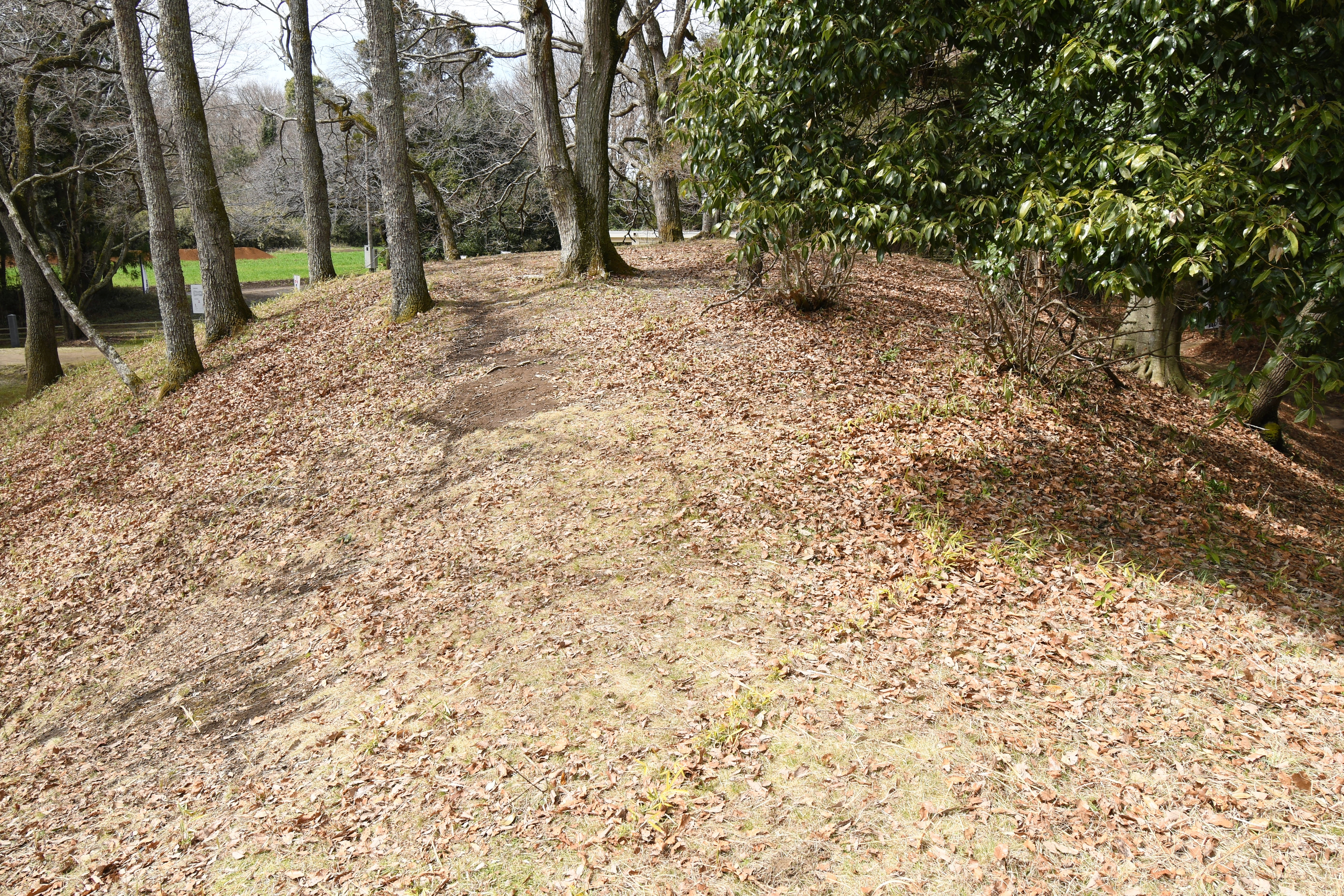
後円部から前方部を望む
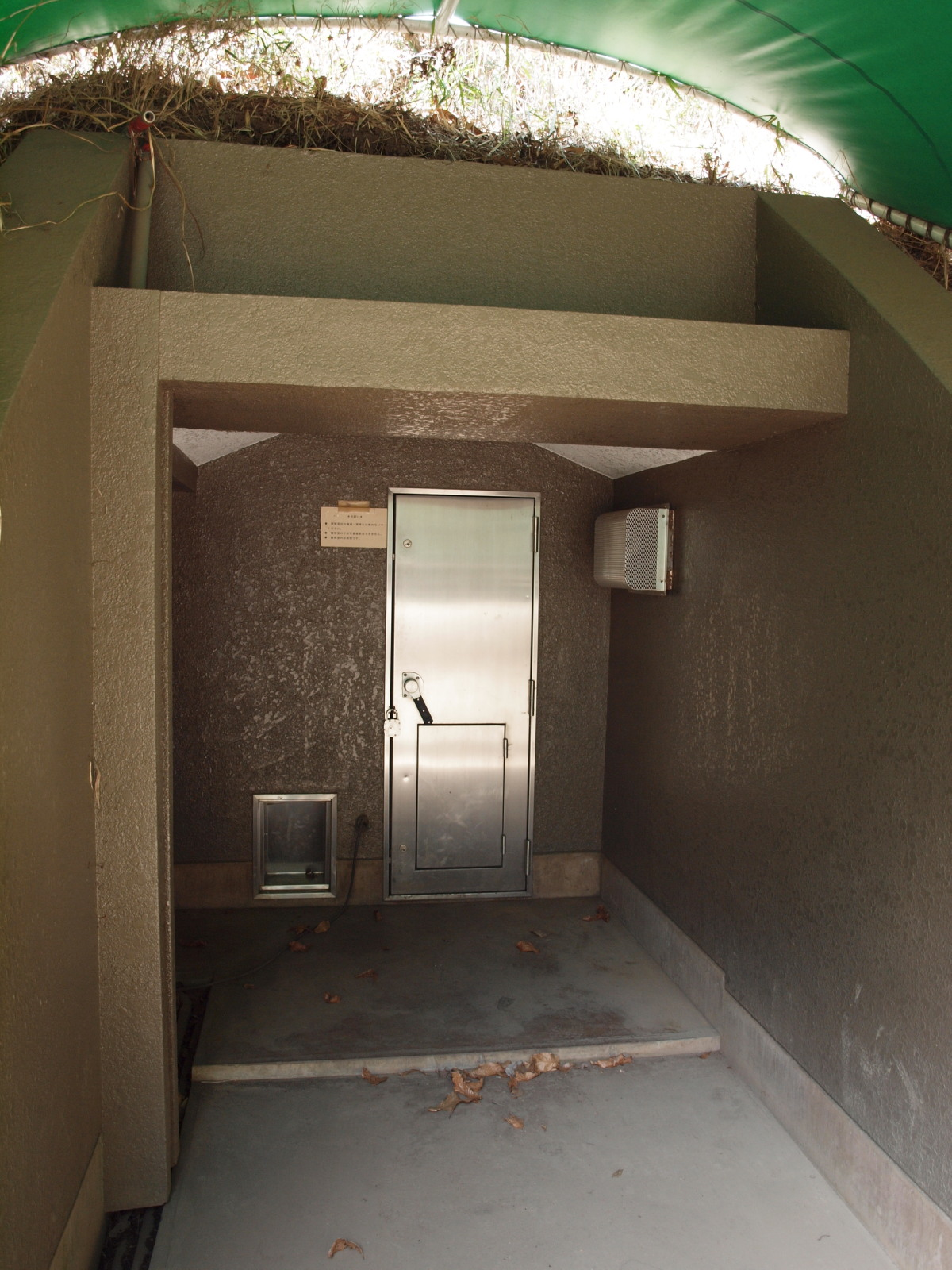
後円部の石室保存施設入り口

## 埋葬施設

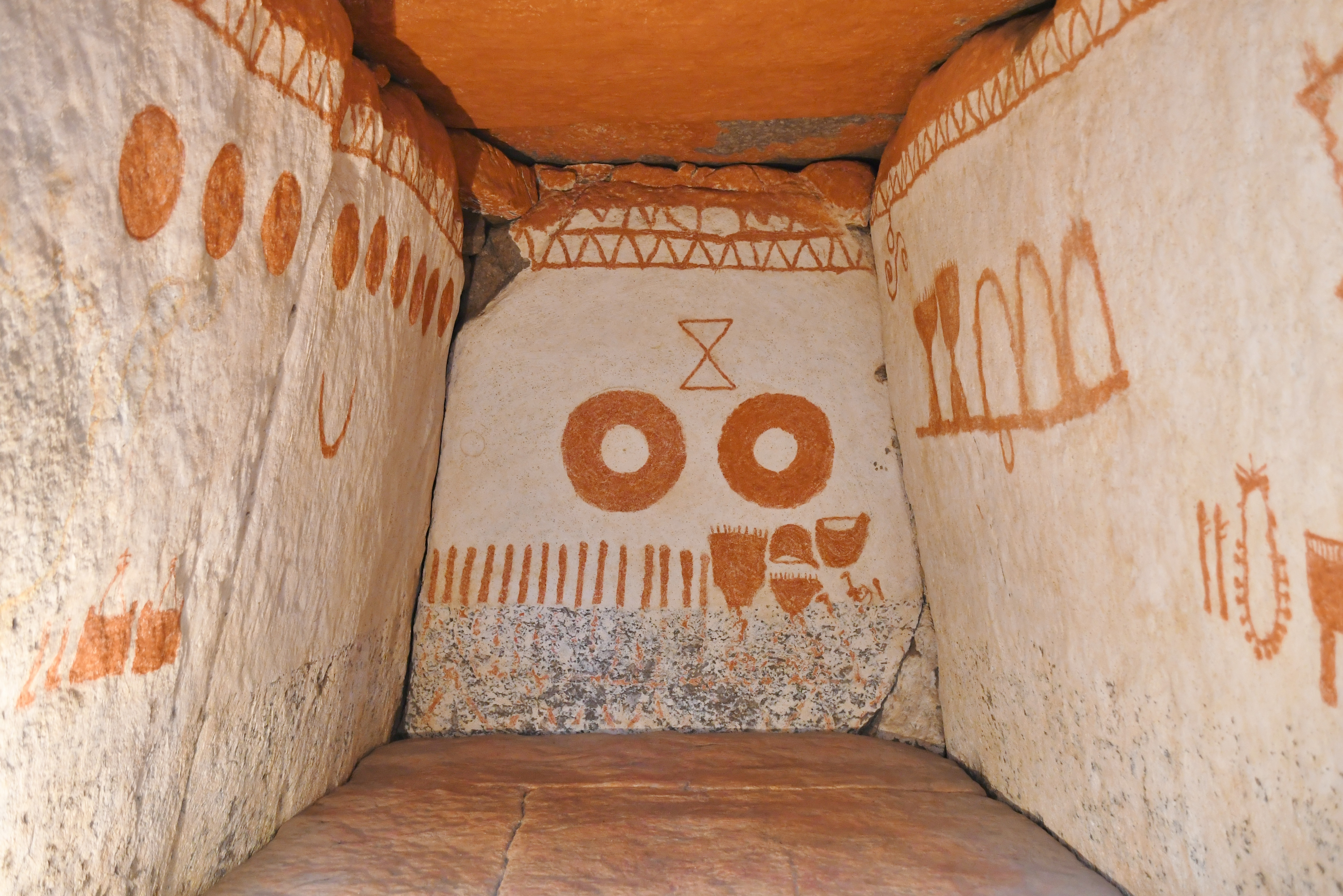
石室レプリカ 玄室ひたちなか市埋蔵文化財調査センター展示。

埋葬施設としては後円部において両袖式横穴式石室が構築されており、南南西方向に開口する。石室の規模は次の通り。
- 石室全長：約9.5メートル
- 玄室：長さ約3メートル、最大幅約1.5メートル、最大高約1.5メートル
- 羨道：長さ約1.3メートル、幅約1.2メートル
- 墓道：長さ約4.2メートル、幅約0.85メートル

### 石室構造

石室レプリカ 俯瞰図

石室の奥壁は後円部中心から南に約4メートル寄っており、地山を掘り下げて構築されている。石室の石材は凝灰岩。玄室は奥壁1枚・西壁2枚・東壁1枚・天井石3枚・床面7枚の切石から構成される。このうち東壁の一枚石が最も大きく、長さ約2.8メートルを測る。また両側壁は奥壁を挟む関係で内傾するが、これは常陸中央部・北部に見られる「切石台形組石室」の特徴になる。
玄室前の玄門は、左右に玄室側壁から突出した柱石2石、上に柱石間を架構する楣石、下に柱石間を埋める梱石の4石で構築される。楣石の架構に際しては、玄室側壁のL字状の切り込み加工が認められる。この玄門は、凝灰岩板石1枚と礫によって閉塞される。板石は高さ約1.2メートル・上幅0.9メートル・下幅1.2メートルの台形状で、厚さは約20センチメートル。柱石・楣石には板石を安定させるための枘が切られる。
羨道は中小の切石を3段に積んで構築される。羨道の天井石は1枚であるが、羨道全体は覆っていない。また床面には凝灰岩の敷石が設けられるが、後述の墓道の敷石とは異なり、比較的大きく面の整った石が使用される。
羨道前には墓道が接続し、墳裾のテラス状平坦面に続く。羨道前端から墓道の中程までは敷石が設けられる。墓道の前面には、周溝までの緩斜面の前庭部において、東西2群の礫群が検出されている。礫群は古墳完成後に土が堆積した上に形成されていることから、追葬時の儀礼の痕跡と推測される。

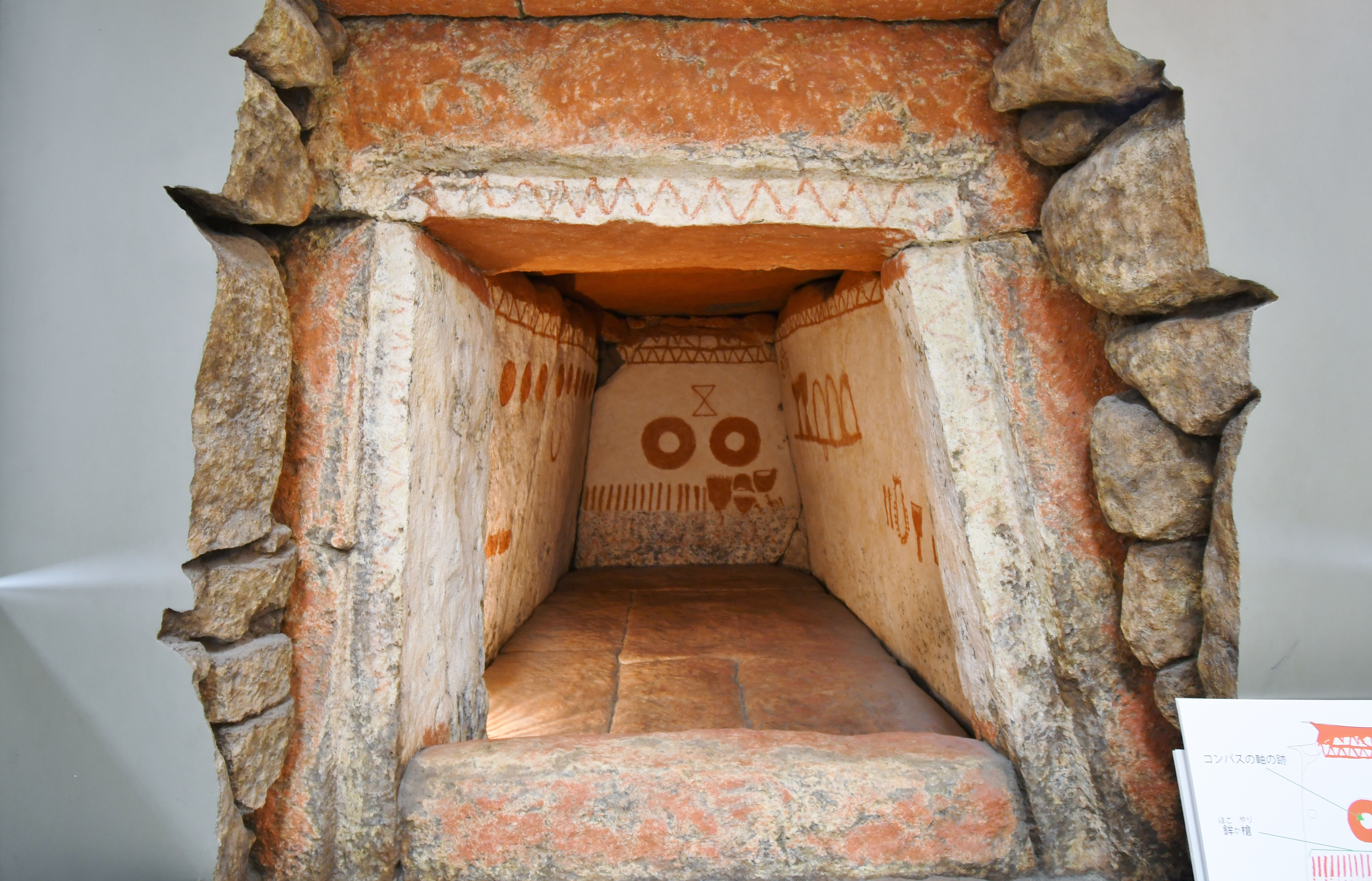
石室レプリカ玄門
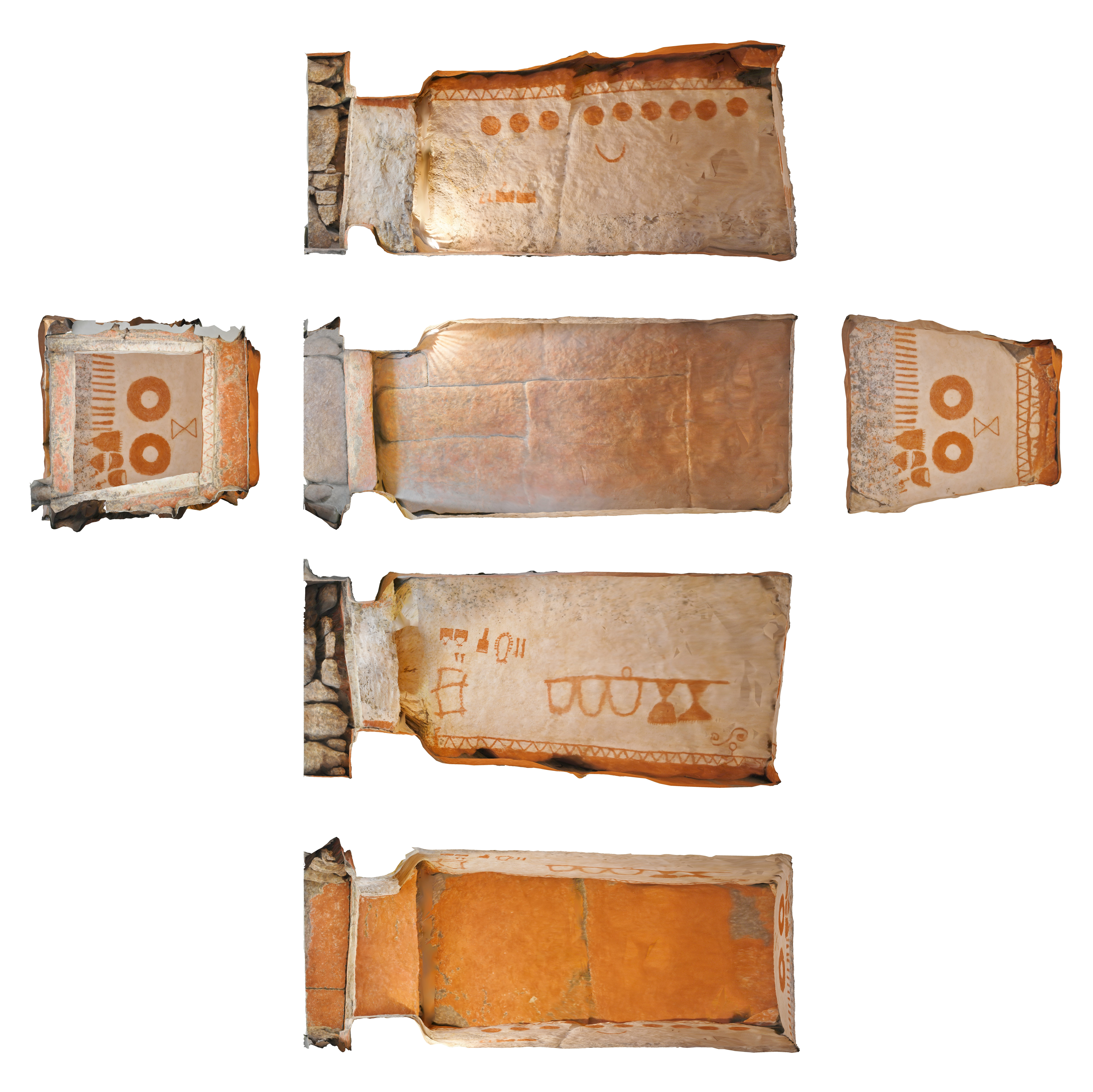
石室レプリカ展開図

### 壁画

石室レプリカ 壁画

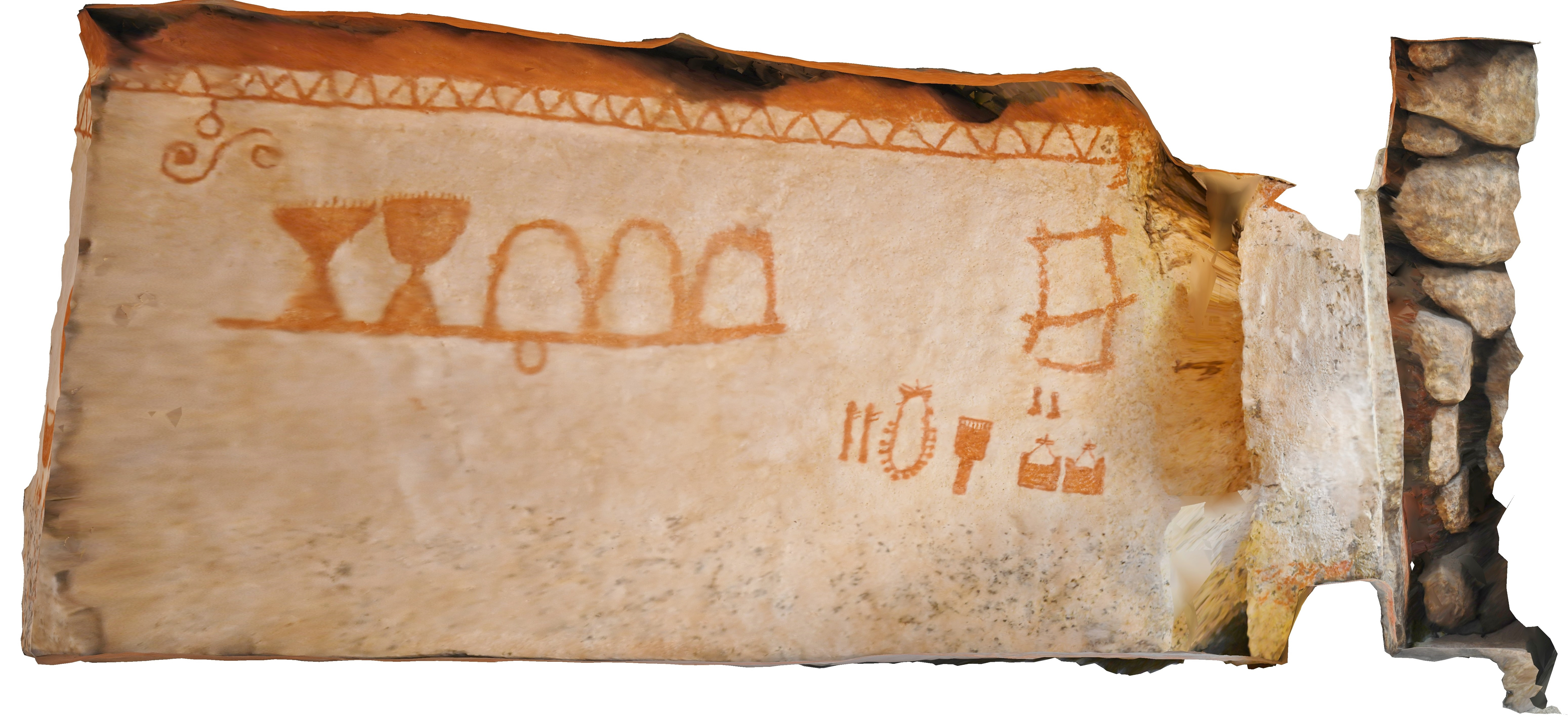
東壁

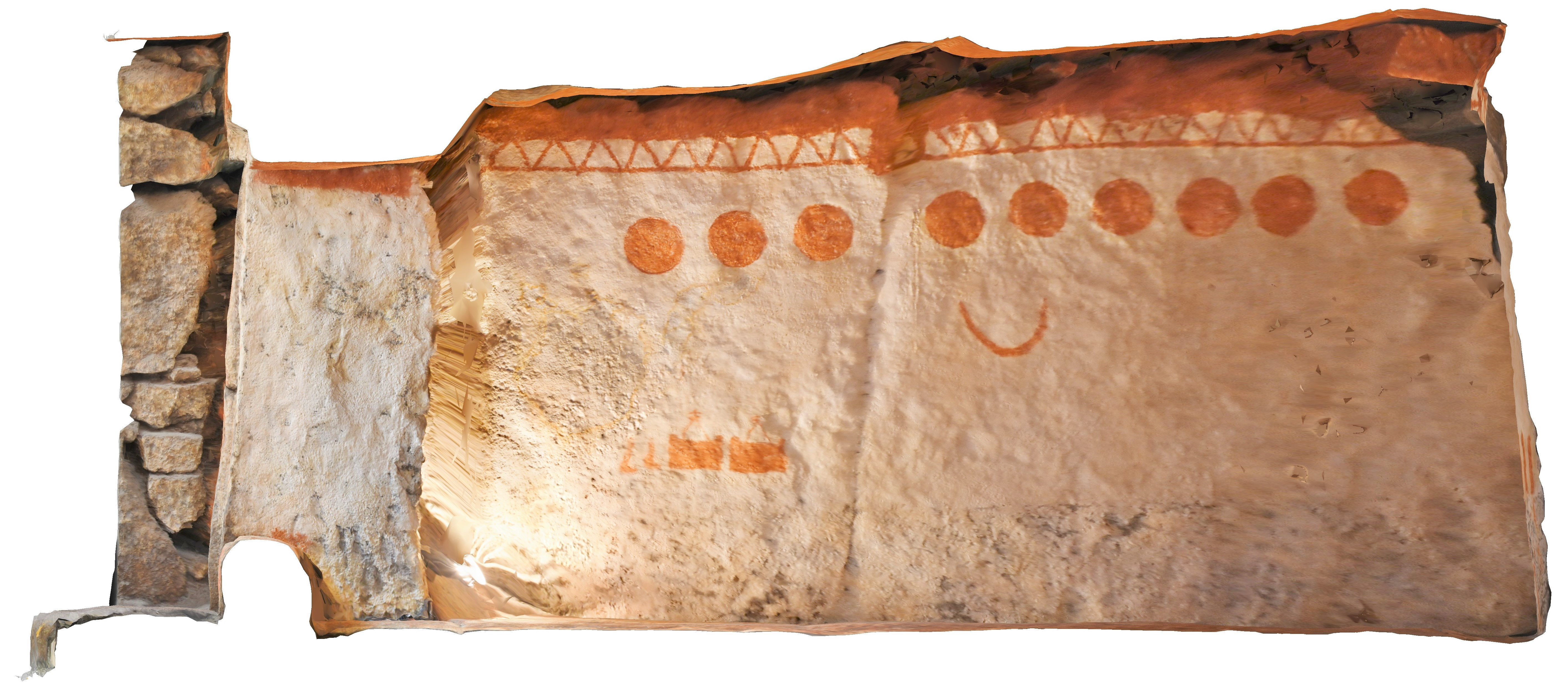
西壁

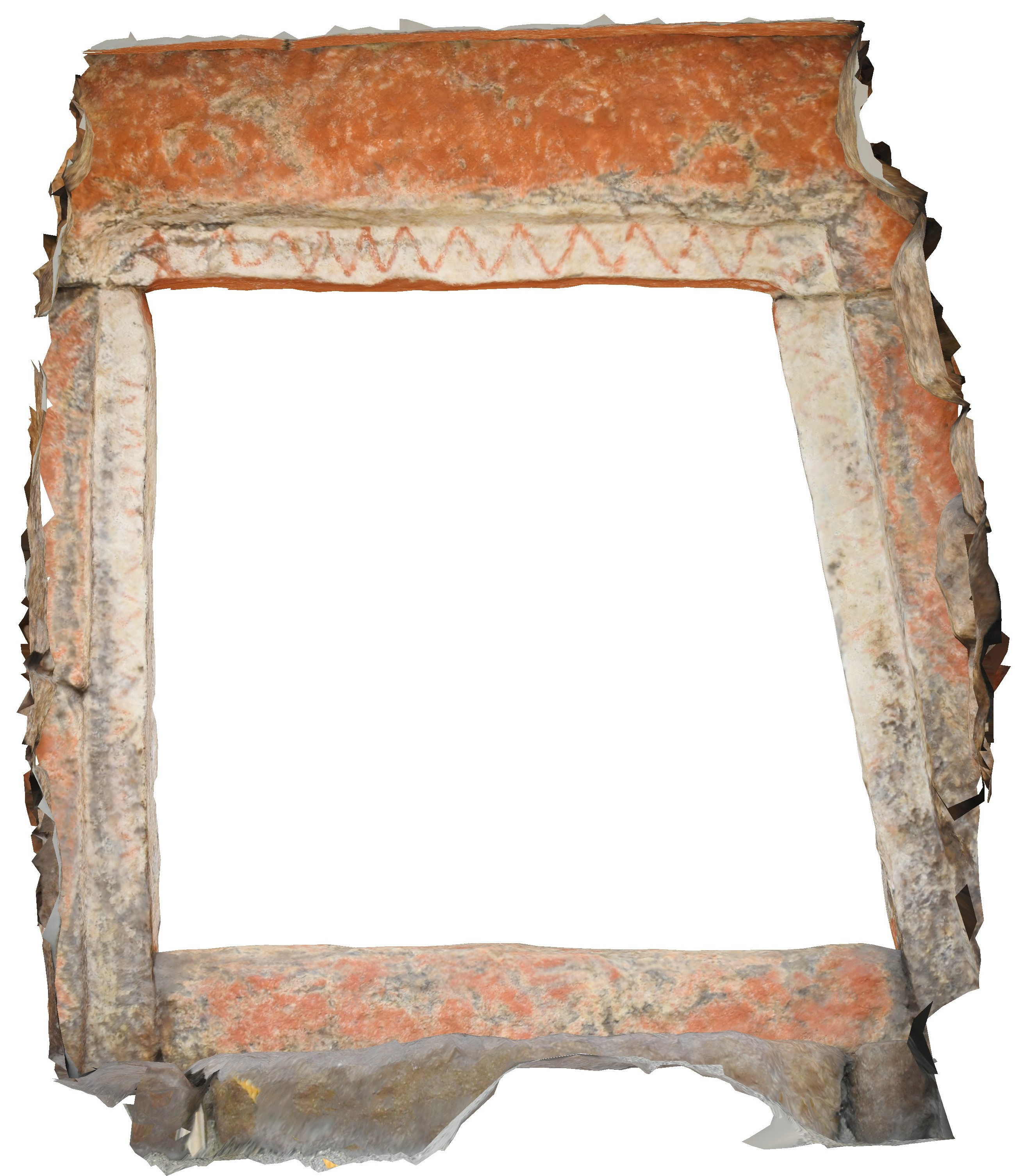
玄門

石室の壁画は、奥壁・両側壁・玄門部において認められる。石室石材の凝灰岩の上に、凝灰岩の粉末による白土（白色粘土）を下塗りし、その上にベンガラ（第二酸化鉄）で文様が描かれる。また天井・床面には全面にベンガラが塗られる。壁画の詳細は次の通り。

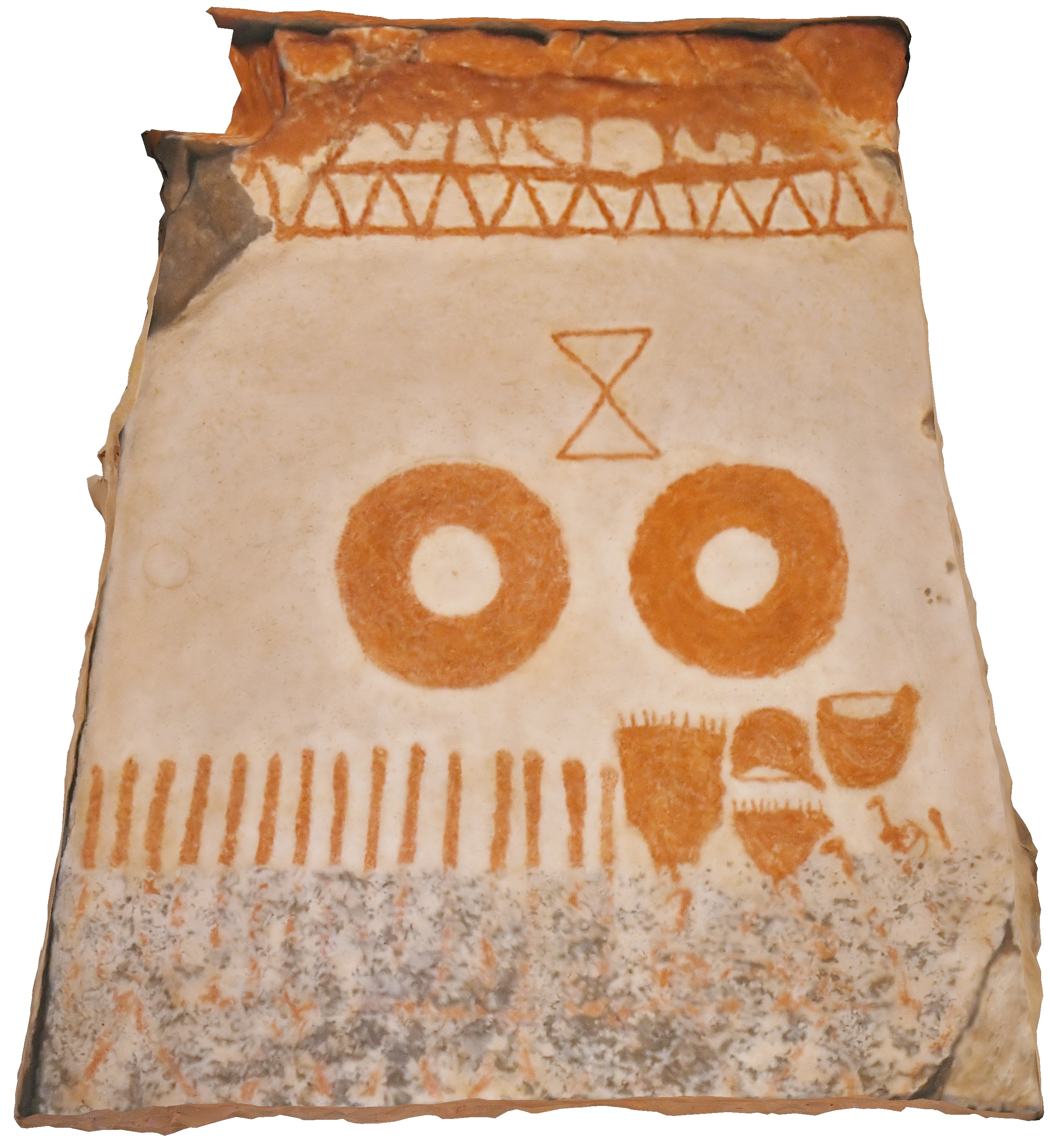
奥壁
- 三角文
- 環状文
- 武器 - 槍・大刀。
- 武具 - 靫・鞆。

壁最上段に2段の連続三角文を引き、その下に頂点を上下に接する三角文を置く。その下の壁中央部には環状文2個を、その西側に線刻のみの小円文を置く。環状文2個は幅10-11センチメートルのドーナツ状で、西側が外径34.4センチメートル・内径12センチメートル、東側が外径32センチメートル・内径12センチメートルである。コンパス状器具で線刻した後にベタ塗りしており、西の環状文には上部に塗り残しによる線刻が、中央に線刻時の軸の痕跡が認められる。壁下段には、西から槍・鉾図文15本・靫形図文2個（各矢10本）・大刀形図文3口（西から頭椎大刀・鹿角装大刀・円頭大刀）を置く。大刀は斜めに置かれており、石室内での立てかけを表現したと見られる。壁最下段には連続三角文を引くが、顔料の剥落が多い。
東壁
- 三角文
- 渦文
- 武具 - 靫・盾。
- 首飾り?
- 馬具?

壁最上部は天井石のベタ塗りが壁上端から10-13センチメートル下まで続き、その下に1段の連続三角文を引く。奥壁側は太い線で整った三角形であるのに対して、玄門側は細い線で粗雑であり、奥壁側から玄門側に向かって描いたと推測される。奥壁側には連続三角文から小円文を吊り下げ、その下には蕨手状の渦を巻く双頭渦文を置く。その下の壁中央部には、台のような線（中央に小円文を吊り下げる）上に、奥壁側から靫形図文2個（各矢13本）・盾形図文3個を置く。その玄門側には、上に井桁形図文を置き、その下に鐙形図文2個、さらにその下に奥壁側から有刺棒形図文2・頸玉形図文・翳（さしば）形図文・凹字形図文2を置く。これらは線刻と彩色を併用して描かれるが、表現の実体は明らかでない。
西壁
- 三角文
- 円文
- 弧線文
- 馬具?

壁最上部は天井石のベタ塗りが壁上端から約8センチメートル下まで続き、その下に1段の連続三角文を引く。玄門側は整った三角形であるのに対して、奥壁側は粗雑であり、玄門側と奥壁側で工人が異なると推測される。その下の壁上段には円文9個が並ぶ。コンパス状器具で線刻した後にベタ塗りしており、奥壁側の4個は直径15センチメートル、玄門側の5個は直径14.5センチメートルである（器具または工人の違いか）。円文列の中央下（東壁中央部やや上）にはU字状文を置き、舟や弓とする説があるが実体は不明。下段には、奥壁側から凹字形図文2個・鐙形図文2個を置き、東壁同様に線刻と彩色を併用して描かれる。
玄門
上の楣石は、全面にベンガラを塗る。楣石を支える柱石は、外側はベンガラを塗るが内側は白土のみを塗る。下の柱石間の梱石も、外側はベンガラを塗るが内側には塗っていない。また楣石・柱石には、閉塞石をはめるための枘状の刳り込みがあり、この部分に連続三角文を引く。閉塞石をはめると見えない部分であるが、同様に囲形埴輪の垣・塀にも入り口部分にのみ連続三角形の表現が認められることから、魔除けの意味づけを指摘する説が挙げられる。

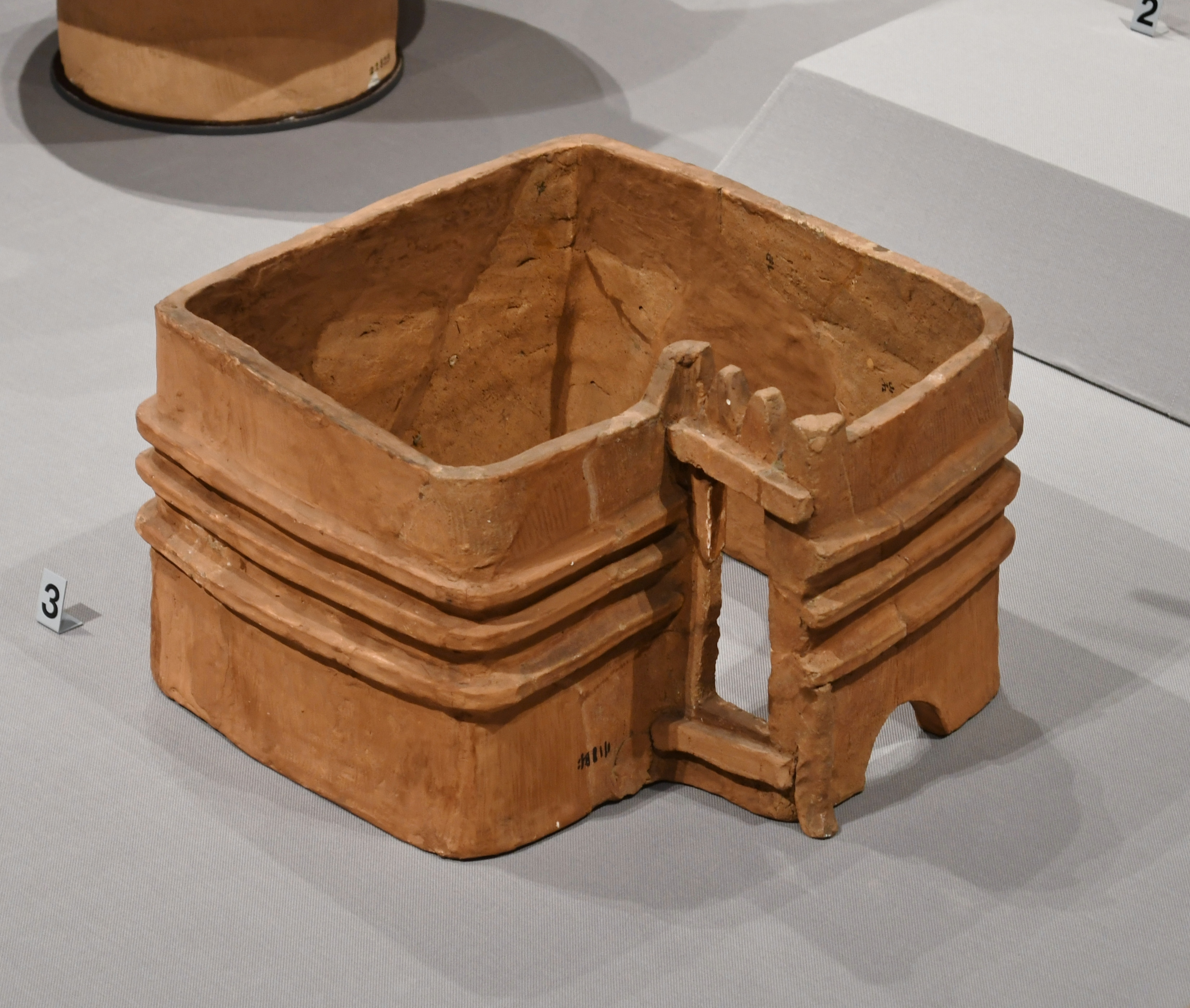
赤堀茶臼山古墳（群馬県）囲形埴輪
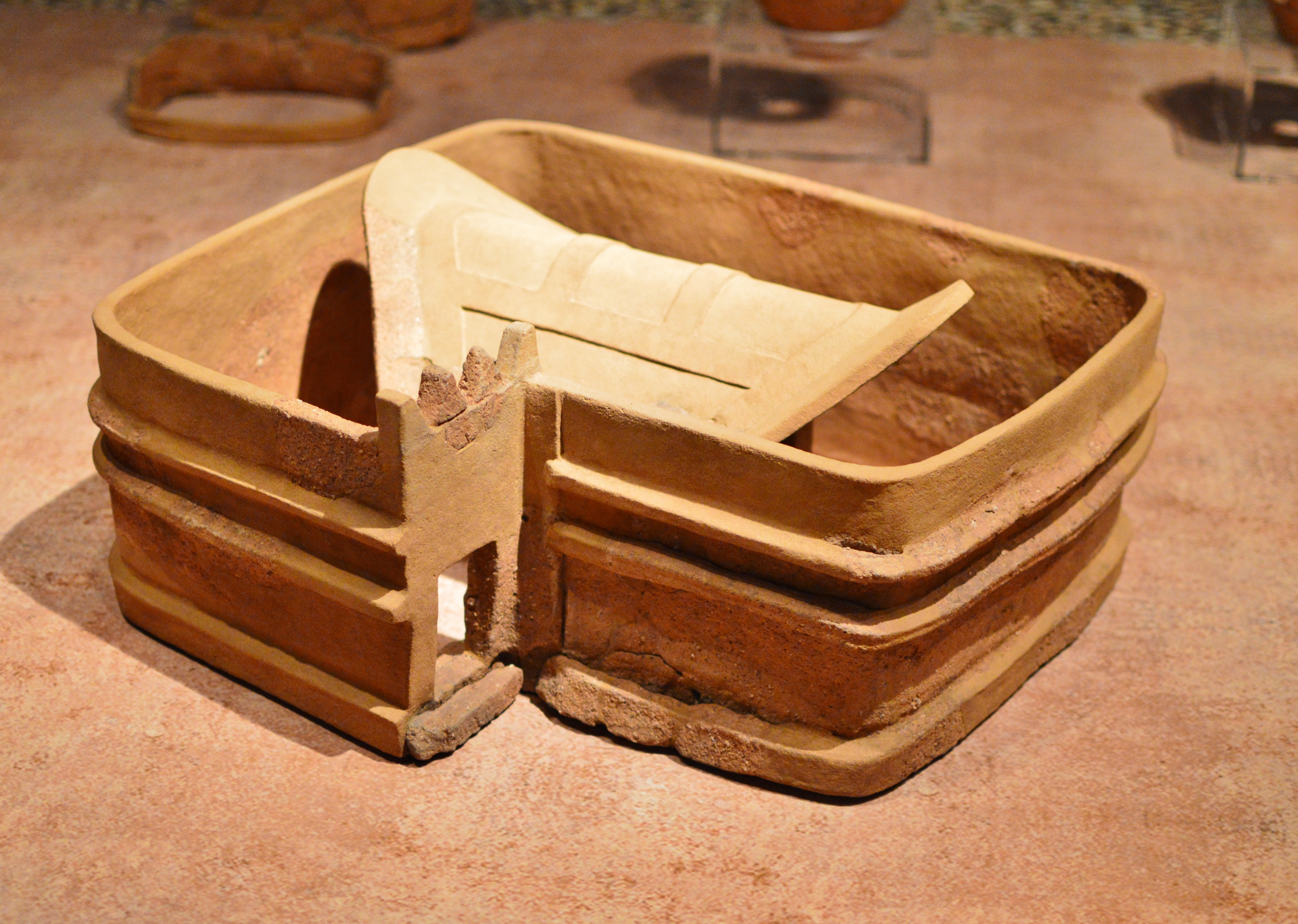
宝塚1号墳（三重県）囲形埴輪
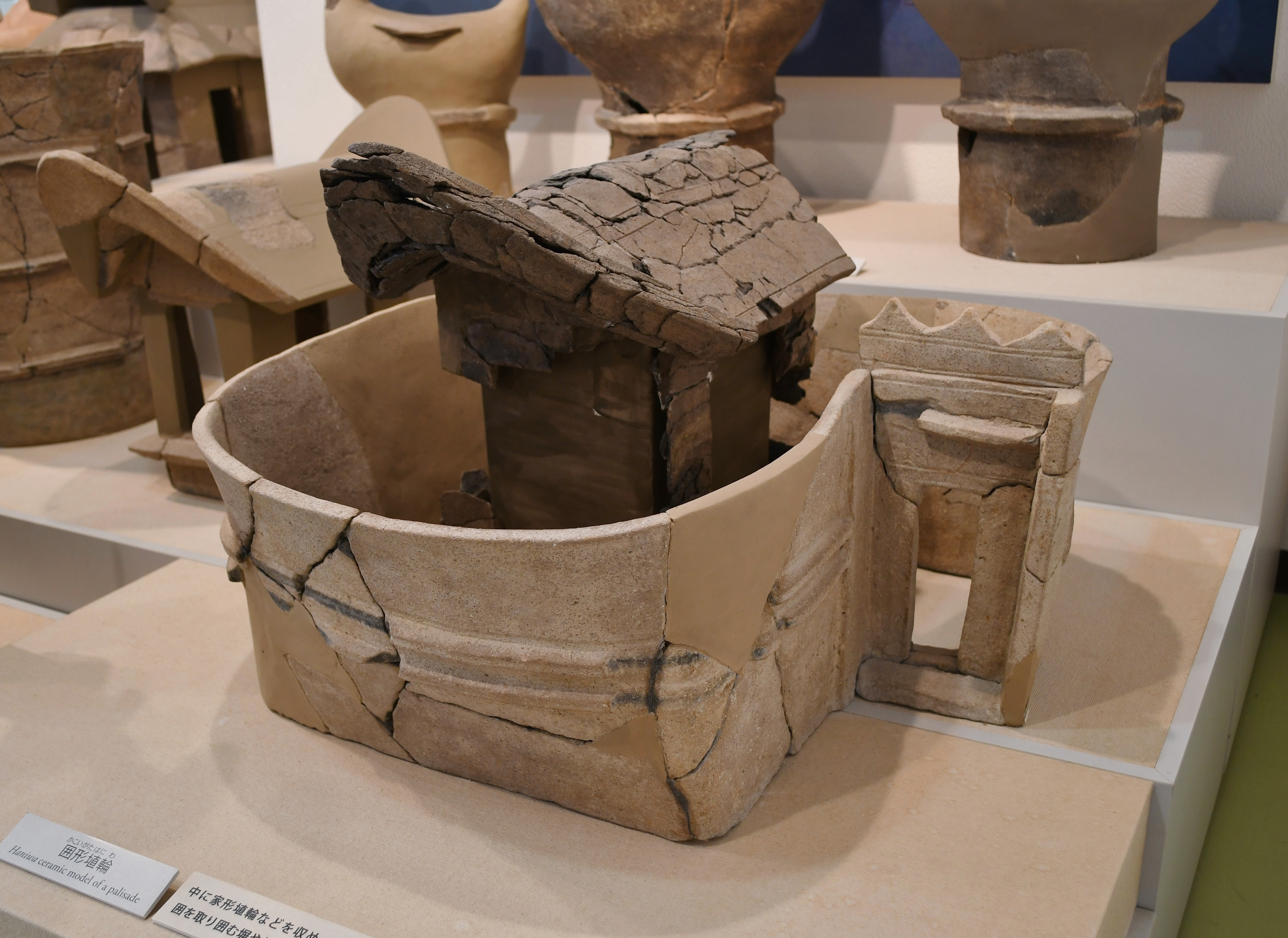
巣山古墳（奈良県）囲形埴輪

## 出土品

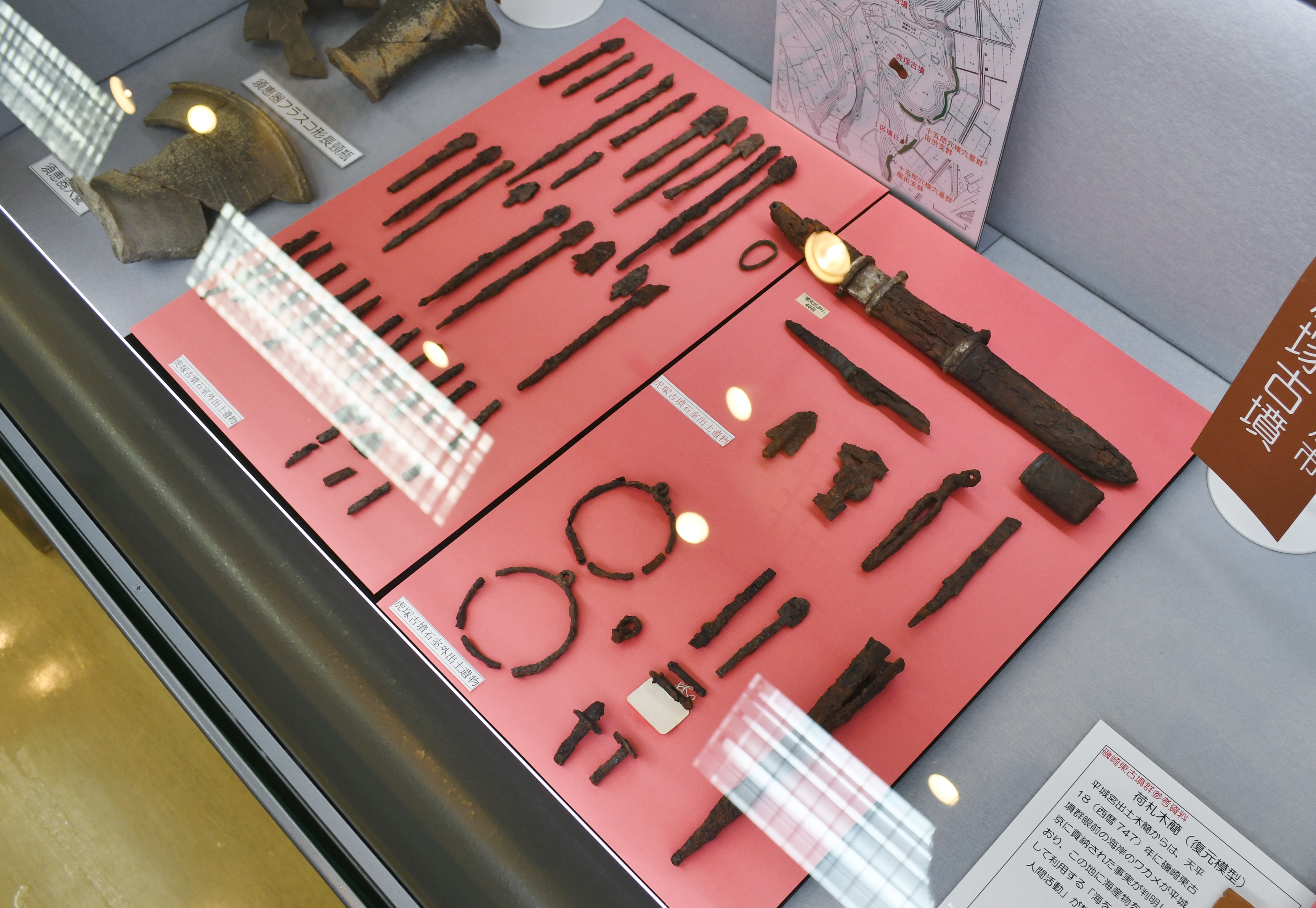
出土品（ひたちなか市指定文化財）ひたちなか市埋蔵文化財調査センター展示。

古墳からの出土品は次の通り。
石室内出土
- 人骨 1体 - 成人男性。
- 小大刀 1口 - 推定長38センチメートル。全体に黒漆が塗られ、把部に責金具・鞘口金具が残る。
- 刀子 1口
- 毛抜形鉄器 1点
- 鉄鏃 1点
- 鉇 1点
- 透かしのある鉄片 1点

石室外出土
- 鉄鉾 1点 - 推定長18センチメートル。
- 鉄製環 2点 - 小型の環を連れる。
- 両頭金具 2点 - 弓金具。
- 鉄釘 1点 - 木棺釘か。
- 鉄鏃 37片 - 長三角形、腸抉のある長三角形、腸抉類五角形、片刃、雁股の5種類。
- 不明鉄製品 1点
- 土師器 - 墓道・墓道西側集石遺構から出土。
- 須恵器 - 大甕・平瓶の破片。前方部墳頂・斜面から出土。

石室内の副葬品は種類・量とも貧相なものであるが、石室外の出土品は墳丘規模に相応する内容である。このことから、7世紀初頭頃に古墳築造と初葬がなされたのち、7世紀前半頃に初葬者の木棺・副葬品を取り出して新たに追葬が行われたと推測される。ただしこれは追葬としては異例であることから、初葬者と追葬者の間には血縁関係は無いと解する説が挙げられる。

## 保存管理
1973年（昭和48年）に始まる虎塚古墳の発掘調査は、勝田市史編纂事業に加えて、1972年（昭和47年）に発見された高松塚古墳（奈良県明日香村）の壁画の保存条件を知るために実施された。東京国立文化財研究所]による未開口状態の環境測定では、外気温約32度に対して石室内温度15度、湿度90%、炭酸ガス濃度は外気の50倍という結果が得られている。これは、未開口状態の石室内の環境測定の初めての例になる。
1980年（昭和55年）に石室の保存施設が完成し、現在は環境管理下で保存されている。

## 文化財

### 国の史跡
- 虎塚古墳 - 1974年（昭和49年）1月23日指定[2]。

### ひたちなか市指定文化財
- 有形文化財
  - 虎塚古墳出土品一括 54点（考古資料） - ひたちなか市埋蔵文化財調査センター保管。1980年（昭和55年）6月16日指定[3][4]。

## 現地情報
所在地
- 茨城県ひたちなか市中根字指渋3494-1ほか

石室公開
- 春・秋の年2回 - 予約不要、見学料必要。

交通アクセス
- 鉄道：ひたちなか海浜鉄道湊線 中根駅（徒歩20分）

関連施設
- ひたちなか市埋蔵文化財調査センター（ひたちなか市中根） - 虎塚古墳の石室レプリカ・出土遺物等を保管・展示。
- 茨城県立歴史館（水戸市緑町） - 虎塚古墳の石室レプリカを展示。

周辺
- 十五郎穴 - 一部は茨城県指定史跡。

## 関連文献
（記事執筆に使用していない関連文献）
- 調査報告書
  - 虎塚古墳調査団 編『勝田市虎塚壁画古墳 -第1次発掘調査概要-』勝田市史編さん委員会、1973年。
  - 『史跡虎塚古墳保存整備報告書』勝田市教育委員会、1981年。
  - 『史跡 虎塚古墳』茨城県勝田市教育委員会、1985年。
  - 『史跡虎塚古墳 -発掘調査の概要-』茨城県ひたちなか市教育委員会、1998年。
- 地方自治体発行書籍
  - 『勝田市史 別篇1 虎塚壁画古墳』勝田市、1978年。
- その他
  - 鴨志田篤二『虎塚古墳 -関東の彩色壁画古墳-（日本の遺跡3）』同成社、2005年。ISBN 4886213332。
  - 稲田健一「最新の前方後円墳と横穴墓群 -虎塚古墳と十五郎穴横穴墓群の検討から-」『古代文化』第72巻第2号、古代学協会、2020年。